# Konshens
 (juin 2013).
Si vous disposez d'ouvrages ou d'articles de référence ou si vous connaissez des sites web de qualité traitant du thème abordé ici, merci de compléter l'article en donnant les références utiles à sa vérifiabilité et en les liant à la section « Notes et références ».

Konshens, de son vrai nom Garfield Delano Spence, né le 1er novembre 1985 à Kingston en Jamaïque, est un chanteur de reggae et de dancehall et DJ jamaïcain.

## Biographie
Né Garfield Delano Spence en 1985, Konshens grandit à Sherlock, un quartier de Kingston, et passe son enfance à apprécier la musique, comme tout le monde, mais sans se douter ni se surprendre à espérer percer un jour dans le milieu.

## Discographie

### Albums
- Real Talk (2010) (Japon uniquement)
- Mental Maintenance (2012)

### Singles
- "Pon Di Corner" (2005) - with Delus
- "Rasta Imposter"
- "This Means Money"
- "Good Girl Gone Bad" (feat. Tarrus Riley)
- "Winner" (2008)
- "Realest Song" (2010)
- "Gal Dem A Talk" (2010)
- "Realest Medz" (2010)
- "Weak"(reggae) (2010)
- "Represent" (2011)
- "Forward" (2011)
- "Buss A Blank" (2011)
- "Touch Back Again"(2011)
- "Bounce Like A Ball" (2011)
- "jamaican dance 2011 just dance 3
- "Bad gyal"(2011)
- "Gun Shot A Fire (2012)
- "Gal A Bubble" (2012)
- "Do Sumn" (2012)
- "Shat A Fyah" (2012)
- "Stop Sign" (2012)
- "Touch regular"(2012)
- "Gyal Sidung" (2012)
- "So Mi Tan"(2012)
- "On Your Face"(2012)
- "Mad Mi" (2012)
- "I'm Coming" (2012)
- "Jiggle" (2013)
- "Couple up" (2013)
- "Walk and wine" (2013)
- "Give Praise" (2013)
- "Depend on you (2013)
- "Tan up an wuk" (2013)
- "Pull Up To Mi Bumper" (feat. J Capri) (2013)
- "We A Hustle" (2013)
- "Big People Thing" (2013)
- "We No Worry Bout Them" (feat. Romain Virgo) (2013)
- "Music" (2014)
- "Sumn Deh" (2014)
- "Weed on Me"(2014)
- "Forever Young"(2014)
- "Independent Girl"(2014)
- "Feels Right" (feat.Pleasure P) (Marcus Cooper) (2014)
- "Money" (feat. Masicka) (2014)
- "Come Get This"(2014)
- " Touch you"(2014)
- "Duppy Dem" (2014)
- "Don Daddy" (2014)
- "Let Me Go" (2014)
- "Want Dem All" (feat. Sean Paul) (2014)
- "Policeman" (feat. Eva Simons) (2015)
- "Bruck Of Back" (2016)
- "Best NaNa" (feat. King ko$a & Shenseea) (2017)
- "Turn Me On" (2017)